# Cziklay Lajos
Cziklay Lajos, születési és 1876-ig használt nevén Czinner Lajos (Szeged, 1852. augusztus 31. – Budapest, 1927. december 9.) magyar újságíró és ifjúsági író.

## Élete
Czinner Mihály és Basch Róza gyermekeként született. Középiskoláit szülővárosában, majd Kecskeméten és Budapesten, jogi tanulmányait Budapesten, Kecskeméten, Debrecenben és Bécsben végezte. 1872-ben fogalmazó gyakornok lett a belügyminisztériumban és még abban az évben t. fogalmazó a szegedi városi tanácsnál, ahol 1875 végéig működött. 1876 és 1868-ban birói- és államvizsgát tett. Szegeden megalapította a Deák ifjusági egyletet és annak első elnöke volt.

## Művei

### Folyóiratcikkek
Hírlapírói működését 1870-ben kezdte meg a szegedi Tiszavidéknél; később írt a Szegedi Hiradóba, Kecskeméti Lapokba tárcákat és költeményeket; 1873-ban a Szegedi Lapok c. napilap munkatársa volt. Közben a Delejtű s Reform budapesti napilapokba irt történelmi tárgyú tárcákat. 1878-ban a Budapest c. napilapnak munkatársa lett, melynek előbb szépirodalmi, később politikai rovatát vezette. 1880-ban a Képes Családi Lapoknak lett segédszerkesztője; közben a Magyarország és Nagyvilágban, Fővárosi Lapokban, Pesti Hirlapban, Budapesti Hirlapban és több más lapban is jelentek meg tőle költemények, történelmi tárcák stb. 1881 óta a Magyar Állam belmunkatársa s heti mellékletének, a Szépirodalmi Kertnek szerkesztője. Egy ideig segédszerkesztője volt a Magy. Katholikusnak és a Magyar Szemlének.
Álnevei és jegye: Onossy, Halvány ifjú, X. (Az elsőt a szegedi lapokban 1883–84-ben, a másodikat a Képes Családi Lapokban és a harmadikat a Magyar Katholikusban 1885-ben használta.)

### Önállóan megjelent művei

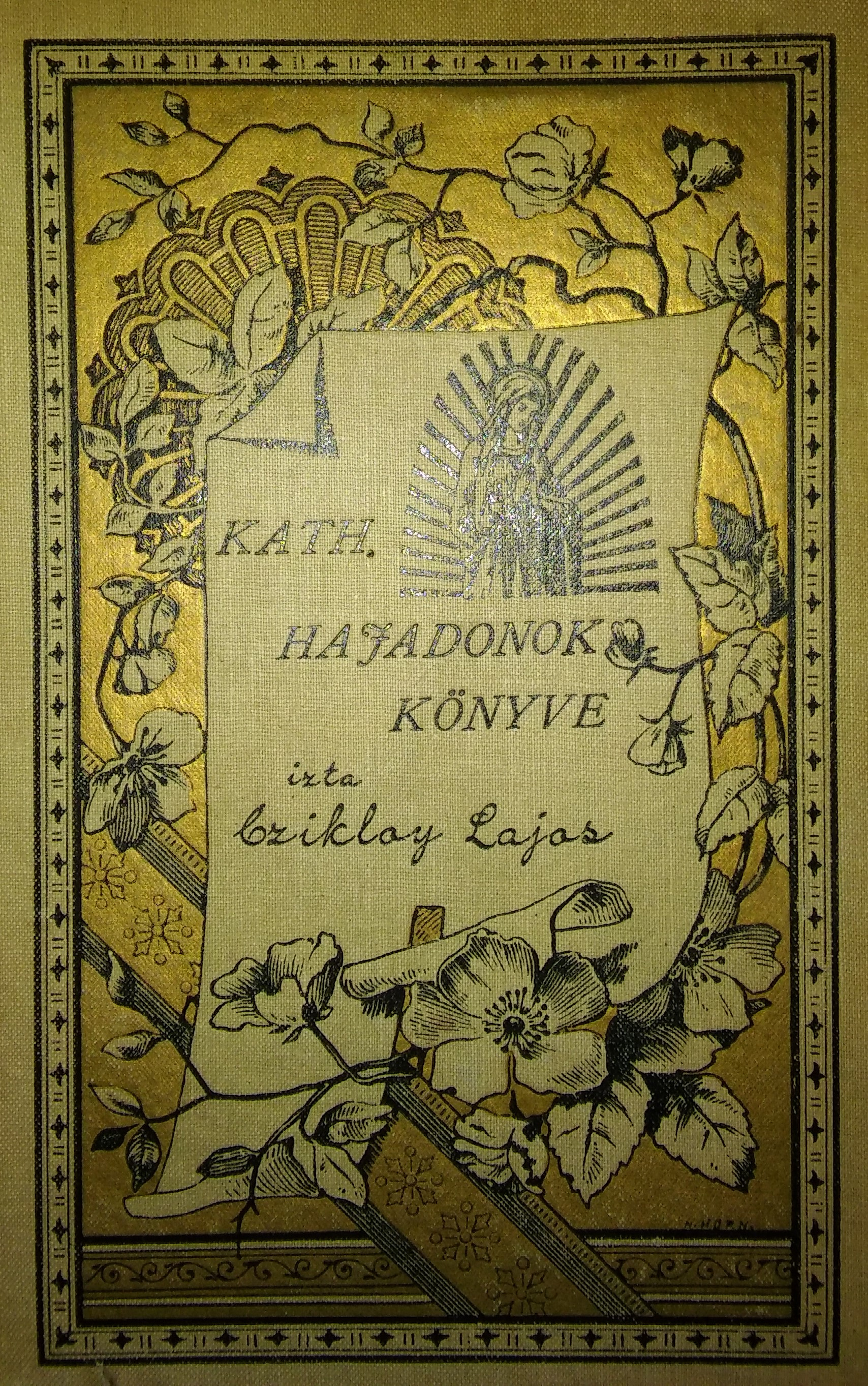
Katholikus hajadonok könyve

- 1. Az iparosok a magyar törvénytárban. Szeged, 1873.
- 2. Dalbokréta. Költemények. Budapest, 1878.
- 3. A betyár. Elbeszélés. Budapest, 1879.
- 4. A török kozák. Elbeszélés. Wachenhusen után magyarítva. Budapest, 1879. (Piros Könyvtár 19.)
- 5. A titokteljes gróf. Regény. Budapest, 1879.
- 6. Az ördög czimborája. Budapest, 1879. Regény három kötetben.
- 7. A gonosz asszony. Regény. Budapest, 1880. Két kötet.
- 8. Társalgó. Illemtan. Budapest, 1883.
- 9. Felköszöntő Budapest, 1883. (Apróbb költemények gyermekek számára.)
- 10. Divatos jellemek. Beszély. Budapest, 1885.
- 11. Ne pletykálkodjunk, intő szó a magyar néphez. Budapest, 1890. (Versekben.)
- 12. Marczi és Miska, két lurkó története. Busch V. után 96 torzrajzzal. Budapest, 1891. (2. kiadás. Budapest, 1892.)
- 13. Ugri Matyi, a vészmadár. A fúvópuska. A fürdő. Busch V. után 88 torzrajzzal.
- 14. Kath. hajadonok könyve. (Jó tanácsadó az élet minden utaira.) Pozsony, 1892. (Ism. Religio 14. sz. M. Szemle 3. sz.)
- 15. Üdülő órák. Budapest, 1895.
- 16. Az őrangyalhoz. (Ford.) Budapest, 1896.
- 17. Rudolf Emlékalbum. Szerk. Budapest, 1897.
- 18. A tíz szobor. Budapest, 1898.
- 19. Életképek. Szerk. Sziklay Jánossal. Budapest, 1899.
- 20. Az én kápolnám. Ford. Budapest, 1904.
- 21. A maffia. Három évtizedes kat. újságírói működésem tapasztalatai. Budapest, 1908

1871-ben Kecskeméten előadták Felsült vőlegény c. 3 felv. vígjátékát.